# Sempronius Asellio
Publius Sempronius Asellio ou Asselio est un historien romain de langue latine des IIe siècle av. J.-C. et Ier siècle av. J.-C.. Il est né vers -159 et est mort après -91.

## Biographie
Sempronius Asellio est d'abord tribun militaire à Numance (134-132 av. J.-C.) et à son retour, devient historien. Il est d'ailleurs l'un des pionniers dans sa manière d'envisager son métier d'historien en ne se contentant pas de relater des faits mais en les analysant aussi.

« Entre ceux qui ont voulu laisser des annales et ceux qui se sont efforcés de raconter en détail les hauts faits du peuple romain, la différence essentielle était la suivante: les livres d'Annales se contentaient de montrer ce qui s'était passé chaque année, à la manière de ceux qui écrivent un journal, ce que les Grecs appellent une éphéméride. Pour nous, j'estime qu'il ne suffit pas de porter à la connaissance du public ce qui s'est passé mais qu'il faut également montrer dans quel but et de quelle manière ces actions ont été accomplies »

— Sempronius Asellio, Fragment 1 cité par Aulu-Gelle, V, 18, 7-8 ; traduction M. Chassignet présentée par Jean-Marie Hannick, Les Annalistes, BCS
Il apporte ainsi une dimension d'analyse à l'histoire pour comprendre les faits. Il lui assigne un but moral, il veut qu'elle apprenne à vivre. Il veut appliquer l’explication historique à l’amélioration du futur. Ainsi, pour Polybe comme pour Asellio, la véritable historiographie joue un rôle pédagogique dans un contexte politique.